# The Secret of Moonacre
The Secret of Moonacre (br: O Segredo do Vale da Lua) é um filme franco-britano-australiano-húngaro-estadunidense de aventura e romance de 2008 dirigido por Gábor Csupó.

## Sinopse

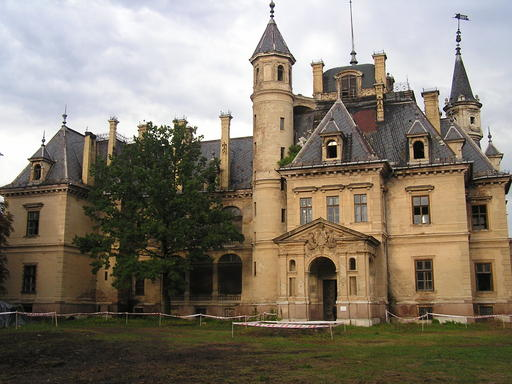
Mansão no Vale da Lua

Quando o pai de Bela Bomtempo morre,  deixando a garota de apenas 13 anos de idade órfã, ela é forçada a deixar sua vida luxuosa em Londres para ir morar com Sir Benjamin, um tio excêntrico que ela não sabia da existência, na misteriosa mansão no Vale da Lua. Não demora muito e Bela se vê num mundo sombrio e cheio de disputas de interesse e poder entre o tio e a sinistra família de Coeur De Noir. A jovem também descobre que ela é o centro de tudo, uma vez que ela é a última princesa herdeira da linhagem. Maria, agora, será guiada por uma legião de estranhos aliados na tentativa de manter a honra de sua família e evitar que o Vale da Lua desapareça para sempre. No decorrer do filme Bela conhece Robin, o mais jovem da família Coeur De Noir (a família rival de sua própria família), e os dois acabam se afeiçoando um pelo outro e se ajudando a salvar o Vale da Lua.

## Elenco
- Ioan Gruffudd ... Sir Benjamin
- Dakota Blue Richards ... Maria
- Tim Curry ... Coeur De Noir
- Natascha McElhone ... Loveday
- Juliet Stevenson ... Miss Heliotrope
- Augustus Prew ... Robin
- Andy Linden ... Marmaduke Scarlet
- Michael Webber ... Digweed
- Zoltán Barabás Kis ... Dulac
- George Mendel ... Priest
- Sandor Istvan Nagy ... Coeur De Noir's Man
- Oliver Simor ... Wedding guest
- Ferenc Vizes ... English Worker